# Abwicklungsvertrag
Der Abwicklungsvertrag regelt alle Modalitäten, die auch in einem Auflösungsvertrag stehen würden, beispielsweise die Höhe der Abfindung, den Wortlaut des Arbeitszeugnisses, wann der bereitgestellte Dienstwagen abzugeben ist etc.
Der wesentliche Unterschied gegenüber dem Auflösungsvertrag besteht darin, dass der Abwicklungsvertrag das Arbeitsverhältnis nicht selbst auflöst, sondern dies durch eine zeitlich vorgeschaltete Kündigung des Arbeitgebers oder durch einen anderen Beendigungsgrund geschieht.
Der Abwicklungsvertrag unterliegt grundsätzlich keinen Formanforderungen. Nach der Rechtsprechung des Bundesarbeitsgericht (2007) ist jedoch die Schriftform konstitutiv, wenn der Klageverzicht vereinbart wird und die Klagefrist noch nicht abgelaufen ist.
In der Regel greifen die Leistungen des Abwicklungsvertrages erst nach Ablauf der Klageerhebungsfrist, in welcher der Arbeitnehmer die Kündigung noch auf Wirksamkeit prüfen lassen könnte. Der Arbeitnehmer geht aber nicht gegen die Kündigung vor, da er aufgrund der im Abwicklungsvertrag geregelten Modalitäten mit der Kündigung einverstanden ist.
Die vereinbarte Abfindungshöhe orientiert sich in der Praxis häufig an § 1a, § 9 oder an § 10 KSchG. Die Abfindung unterliegt nicht der Sozialversicherungspflicht. Sie ist voll steuerpflichtig, unterliegt jedoch der gemilderten Progression gemäß § 34 i. V. m. § 24 EStG.
Der Vorteil des Abwicklungsvertrages, dass bei einvernehmlicher Beendigung des Arbeitsverhältnisses dennoch ein sperrfristfreier Anspruch auf die Sozialleistungen erworben wird, besteht nach der jüngsten Rechtsprechung des Bundesarbeitsgerichts (2003) allerdings nicht mehr. Hier sind Abwicklungsvertrag und Aufhebungsvertrag gleichgestellt und ziehen unter Umständen eine Sperrfrist beim Anspruch auf Arbeitslosengeld nach sich.
Ein Abwicklungsvertrag zieht beispielsweise keine Sperrzeit nach sich, wenn ein „wichtiger Grund“ i. S. d. § 144 Abs. 1 SGB III vorliegt.
Dieser liegt beispielsweise vor, wenn die zugrundeliegende Kündigung objektiv rechtmäßig ist.
Ob ein Abwicklungsvertrag eine sozialrechtliche Konsequenz nach sich zieht, muss jedoch immer im Einzelfall geprüft werden.